# ゴジラ怪獣大乱闘
『ゴジラ怪獣大乱闘』（ゴジラかいじゅうだいらんとう）シリーズは、ゴジラ怪獣をベースとした対戦アクションゲーム。アタリジャパンよりニンテンドー ゲームキューブ、Xbox、PlayStation 2などで発売されている。いずれの作品も、パイプワークス・ソフトウェアが開発し、アタリ本社が海外で発売されたものを、日本用に移植したものである。
ボタン操作が非常にシンプルであり、初心者から上級者まで幅広く楽しめる。また、ストーリーモードや1対1の対戦のほか、最大4人までのバトルロワイヤルやチーム対戦など多彩なゲームが存在する。

## シリーズ

### ゴジラ怪獣大乱闘
2002年12月12日に発売されたニンテンドーゲームキューブ版。海外での題名は『Godzilla: Destroy All Monsters Melee』。登場怪獣はゴジラ (90's/2000)、メガロ、アンギラス（2代目）、ガイガン（72'）、キングギドラ（91'）、メカキングギドラ、ラドン（93'）、デストロイア、三式機龍（メカゴジラ）、オルガ（隠れキャラクター）がプレーヤーキャラクターとして、召喚アイテムで成虫モスラ（92'）、お邪魔キャラクターとしてヘドラ（71'）（飛行期）が登場した。モードとしては宇宙人ヴォルターク（声：中田譲治）の操る怪獣を倒すものや普通の対戦やビルを壊してスコアを競うもの、チームで対戦するもの、2-4人で対戦するものなどもある。また、映画のチラシなどを見られるギャラリーモードも存在する。
なお、メカゴジラは海外版では93年版だったが、日本では『ゴジラ×メカゴジラ』の公開時期に伴い、機龍に差し替えられた。
その後、海外では操作キャラクターに機龍を追加し、新機能をいくつか追加したXbox版が発売されている（日本では未発売）。

### ゴジラ怪獣大乱闘アドバンス
2003年12月11日に発売されたゲームボーイアドバンス版。海外での題名は『Godzilla: Domination』。モスラがプレーヤーキャラになり、メカゴジラ（機龍）が最新式になったものの、容量の都合上登場する怪獣の数が減った。通信ケーブルを使っての対戦も可能。登場怪獣はゴジラ、モスラ、メカゴジラ（機龍）、メガロ、キングギドラ、ラドンに加え、メカキングギドラがボスキャラクターとして登場している。海外版ではゴジラがミレニアム版になり、メカゴジラは93年版になっているほか、モスラも若干色が違う。さらにストーリーモードにミニゲームがあり、UFOや戦闘機を破壊するという内容となっている。

### ゴジラ怪獣大乱闘 地球最終決戦
2004年12月9日に発売されたPlayStation 2版。海外での題名は『Godzilla: Save the Earth』。キャラクターの数が増え、新たに幼虫モスラ（92'）、ジェットジャガー、スペースゴジラ、MOGERA（モゲラ） 、メガギラス、バラゴン（婆羅護吽）、メカゴジラ（93'）がプレーヤーキャラクターに加えられ、召喚アイテムでバトラ、スーパーX3、チャレンジモードでエビラ（66'）、ミレニアンも出演した。モードもいくつか増えている。国内ではPS2版のみの販売だが、国外ではXbox版も同時発売された。

### ゴジラ怪獣大乱闘 アンリーシュド
『ゴジラ怪獣大乱闘 アンリーシュド』のタイトルで2007年11月にPlayStation 2版、12月にWii版に北米で発売された第4作。海外での題名は『Godzilla: Unleashed』。新たなプレイヤー怪獣としてゴジラ（初代）、メカゴジラII、キングシーサー（ファイナル版）、チタノザウルス、ビオランテ、バラン、ゲームオリジナル怪獣のKrystalak（クリスタラック）とObsidius（オブシディアス）が追加された。前作までの怪獣も引き続き続投しているが、ガイガンやキングギドラ（およびメカキングギドラ）がミレニアム版となり、ラドンの名称がファイヤーラドンに改名されるなどの変更点もある。また、轟天号（ファイナル版）も登場しているほか、PS2版では容量の都合上、wii版と比べて数体削除されているが、バトラが追加されている。

## 登場キャラクター
ゴジラ
放射熱線と格闘が主な攻撃方法。オリジナル技として、熱戦を火球にして打ち出す放射火炎球がある。2000や90'sなどのバージョン違いがあり、見た目の他に若干性能が違う。2000の超必殺技は体内放射だが、映画とは表現が違い、ゴジラが雄叫びを上げると周囲に衝撃波が放たれるというものになっている。
アンギラス
他の怪獣の光線技にあたる技として、咆哮衝撃波というオリジナル技を持っている。回転しながらの移動と体当たりが可能だが、回転中はエネルギーを消費する。ガードすると敵に背を向けて背中のトゲで攻撃を受け止め、この状態で攻撃を食らうと逆に相手がダメージを受ける。超必殺技は、第1作では回転しながら飛び上がり、周囲にトゲ状の光弾を放つエナジースパイク。それ以降はアンギラスボール。
ラドン
優れた飛行能力を持つが、エネルギーを消費する。滑空が可能であり、うまく使うことでエネルギー消費を抑えて飛行できる。デザインは平成VS版。体色は通常のラドンのものだが、ファイヤーラドンの技である熱線が使える。
モスラ
幼虫から成虫への変態が可能。映画とは異なり、繭になる専用のムービーが挿入された後、即座に変態が完了する。幼虫は糸、成虫は超音波ビームが武器。成虫はエネルギー消費無しで常に飛行できる。
キングギドラ
飛行が可能だが、飛行中はエネルギーを消費する上、飛行速度も遅い。飛行しながら引力光線や突風で攻撃できるが、さらにエネルギーを消費する。尻尾で相手をつかむことができ、相手に後ろに回られても逆につかみ技で反撃できる。エネルギーを消費することで体力回復が可能。デザインは平成VS版だが、鳴き声は昭和と平成両方のもの。超必殺技は空中で回転しながら周囲に引力光線を放つ拡散引力光線。
メカキングギドラ
多くの行動がキングギドラと共通だが、ガードが相手の光線を吸収して体力を回復するものになっていたり、エネルギー吸収弾という相手をエネルギー切れにさせる攻撃が使えるなど、技がより強化されている。またキングギドラより怯みづらい。キングギドラとは逆に、体力を消費することでエネルギーを回復できる。技が強力になった反面、基本的な能力はキングギドラより低い。
ガイガン
オリジナル技として瞬間移動を持つ。飛行は不可能だが、ジャンプ中に相手に突進し腹の回転鋸で切りつける技が使える。超必殺技は腕を広げて回転しながらの体当たり。
メガロ
地面に潜ることができる。地熱ナパーム弾は相手の足元に放つことで大きく怯ませることができるが、相手に直接当たると弾かれる上、うまく撃たないと自分にもあたる危険がある。飛行は不可能だが、ジャンプ中に羽ばたき、滞空時間が長い。
メカゴジラ
昭和、平成、機龍の各バージョンが登場。それぞれ性能が異なるが、他のバージョンの技が使える（機龍が昭和版の技であるフィンガーミサイルを使える等）、鳴き声がごちゃ混ぜになっている等、それほど大きく差別化はされていない。飛行が可能。
バラゴン
地面に潜ることができる。他の怪獣より小柄で、つかみ技を使う際は他の怪獣と違い相手をつかまずに、飛び掛かって押し倒す。デザイン、鳴き声はGMK版だが、昭和版の技である熱線が使える。
デストロイア
光線技のオキシジェン・デストロイヤー・レイは命中した相手を自分のほうに吸い寄せる効果がある。頭頂部の角によるヴァリアブル・スライサーは強力だが、エネルギー消費が大きく多用できない。超必殺技はオキシジェン・デストロイヤー・ボムというオリジナル技。空中に光弾を打ち出し、それが相手を追尾しながら落下、命中すると爆発する。飛行は不可能。
MOGERA（モゲラ）
他の怪獣をはるかに上回る軽快なフットワークと、多彩な火器で一方的に相手を攻撃することが可能であり、格闘戦にも対応するため戦闘能力は高い。しかし、すぐにエネルギーが切れる上、エネルギー回復中はうなだれたような姿勢で一切の行動ができなくなってしまうという弱点がある。また、なぜか起動時に自分の名前を電子音声でしゃべる。分離機能は持たない。
スペースゴジラ
攻撃はどれも強力なのだが、殆どの動作にエネルギーを消費する燃費の悪さが弱点。結晶体を出現させて、そこからエネルギーを供給できるが、結晶体無しではエネルギーは一切回復せず、また結晶体は相手が破壊できてしまう。飛行が可能。「ゴジラ怪獣大乱闘 地球最終決戦」では真のラスボスとして登場する。
オルガ
動作は鈍いが、大振りで攻撃範囲に優れた豪快な攻撃を持つ。投げ技も得意。1作目では隠れキャラ扱い、2作目では通常時のラスボス。ミレニアンや巨大UFOもゲーム中に登場するが、サイズが映画と大きく異なり、巨大UFOがかなり小さい。反面ミレニアンはオルガよりも巨大である。操作キャラクターになるのはオルガのみで、あとはミニゲームでの敵キャラである。
メガギラス
エネルギー消費無しで常に飛行できる。つかみは尻尾による突き刺し。独自の光線技は持たないが、相手をつかむことで相手のエネルギーを吸収し、それによって相手の光線技をコピーするという能力を持つ。光線のコピー以外にも、エネルギーを吸収して相手の行動を制限したり、体力を吸い取って回復するなど、全体的に相手をつかむことが重要なキャラクターとなっている。弱点は放射能系のダメージで、ゴジラの熱線を最大出力で受けると体力の半分以上のダメージを受けてしまう。また攻撃力も低め。超必殺技はメガニューラの群れの召喚だが、なぜか尻尾から群れを発射する。
エビラ
ミニゲームに中ボスとして登場するのみで操作はできない。ゴジラと水中戦を繰り広げる。シューティング形式のミニゲームであり、突進くらいしか攻撃方法を持たないが、対するゴジラも熱線しか使えない。
ヘドラ
飛行形態で戦闘に乱入してくる。ヘドラが飛び回った場所でのエネルギーの回復速度が落ちるという以外に実害はなく、光線技を1発当てるだけで消滅してしまう。
ヴォルターク
地球侵略をたくらむ宇宙人。怪獣島を掌握し、怪獣達を操って人類に降伏を迫る。しかしプレイヤーの操作する怪獣を操ることができなかったため、他の怪獣を差し向けてくる。最終兵器はメカゴジラ（機龍）（機龍でプレイしている際はメカキングギドラ）だったが、プレイヤーに敗北し、捨て台詞を吐いて逃げ去る。地球への宣戦布告を終えた後に、地球側に映像が送信されたままになっていることに気づかずにボーっとしているなど間抜けな描写がある。2作以降は女王であるヴォルテシアが登場する。
ヴォルテシア
ヴォルタークの女王。ヒステリックな性格。G細胞を入手し、最強の怪獣を作るために地球に怪獣軍団を送り込んでくる。切り札はオルガ、あるいはスペースゴジラ（どちらもG細胞由来の怪獣である）。負けるとやはり捨て台詞を吐いて逃げ去る。エンディングのムービーによると、ゴジラ（2000）にスペースゴジラを倒されて敗北した模様。